# Shinkansen série E4
Les Shinkansen série E4 (新幹線E4系電車, Shinkansen E4-kei densha) étaient une série de 26 rames automotrices électriques à grande vitesse appartenant à la JR East et exploitées de 1997 à 2021 sur les lignes Shinkansen Tōhoku et Jōetsu au Japon. Ces rames constituent la seconde génération de Shinkansen à deux niveaux, après les Shinkansen E1.

## Caractéristiques générales
Les Shinkansen E4 sont tous composés de 8 voitures, alternant motrices et remorques (R-2M-2R-2M-R). Leur vitesse commerciale maximum est de 240 km/h.
Dans le but d’augmenter la capacité, le Shinkansen E4 propose des rangées de 6 sièges (3+3) sans accoudoirs au niveau supérieur des voitures 1 à 3. Ces places sont sans réservation. Le niveau supérieur des voitures 7 et 8 est réservé à la Green car (la première classe) avec des rangées de 4 sièges (2+2). Le reste du train est destiné à la classe standard avec réservation, avec des rangées de 5 sièges (3+2).
Lorsque deux Shinkansen E4 sont couplés ensemble, la capacité totale de la rame est de 1 634 places assises, ce qui en fait le train à grande vitesse proposant la plus grande capacité de voyageurs dans le monde.
La livrée extérieure des Shinkansen E4 est bleue et blanche, avec une bande rose (anciennement jaune).

## Services
Les premiers Shinkansen E4 sont mis en service en décembre 1997 sur la ligne Tōhoku sur les services Max Yamabiko et Max Nasuno, puis sur la ligne Jōetsu à partir de 2001, sur les services Max Toki et Max Tanigawa. À partir de septembre 2012, les Shinkansen E4 sont exclusivement affectés aux services de la ligne Jōetsu.
En 2014, une partie des rames sont rénovées, recevant notamment une nouvelle livrée. À partir de 2018, les Shinkansen E4 sont progressivement remplacés par des Shinkansen série E7. Le dernier service commercial a lieu le 1er octobre 2021. 

## Photos

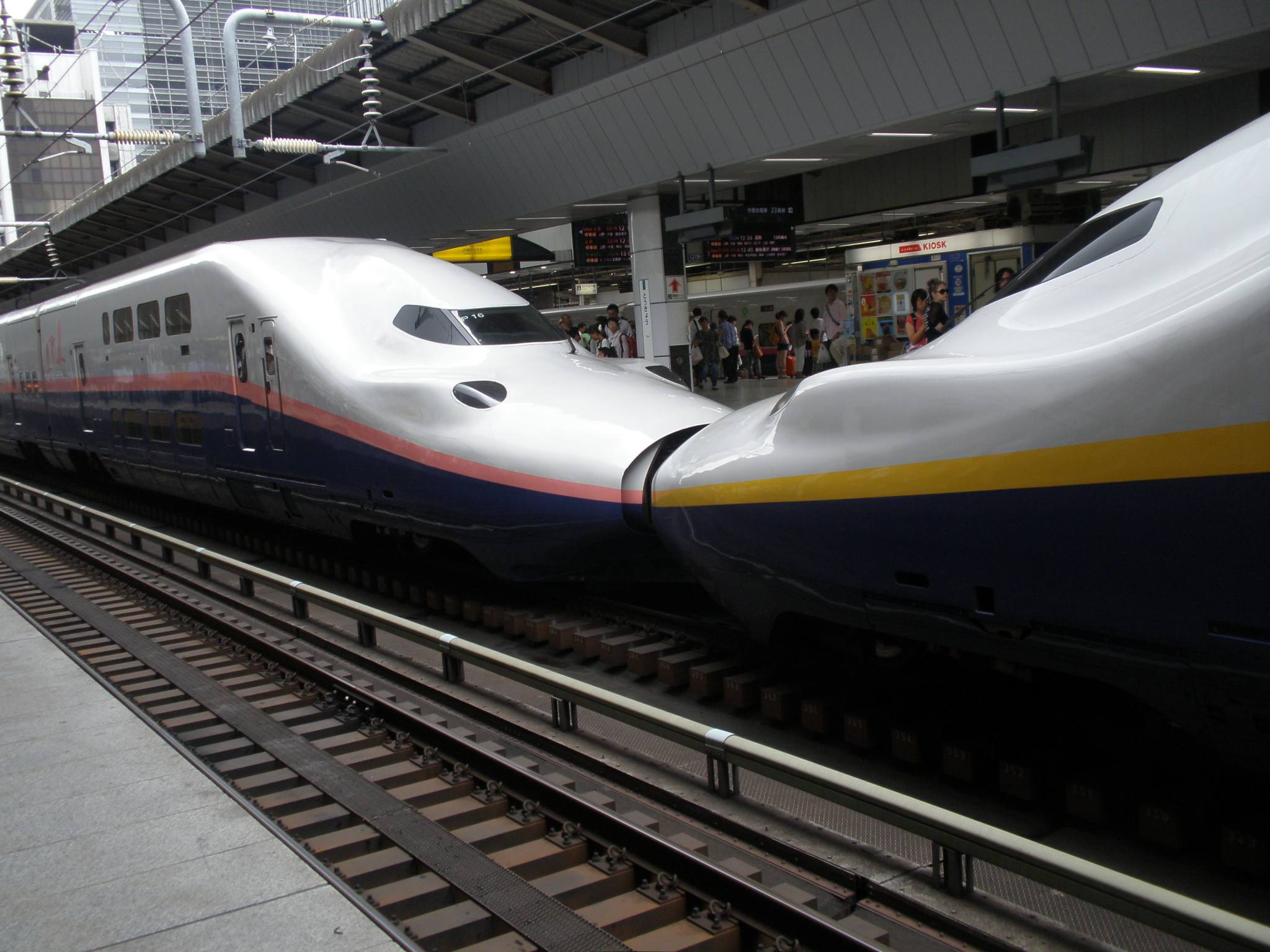
Deux Shinkansen E4 couplés en gare de Tokyo
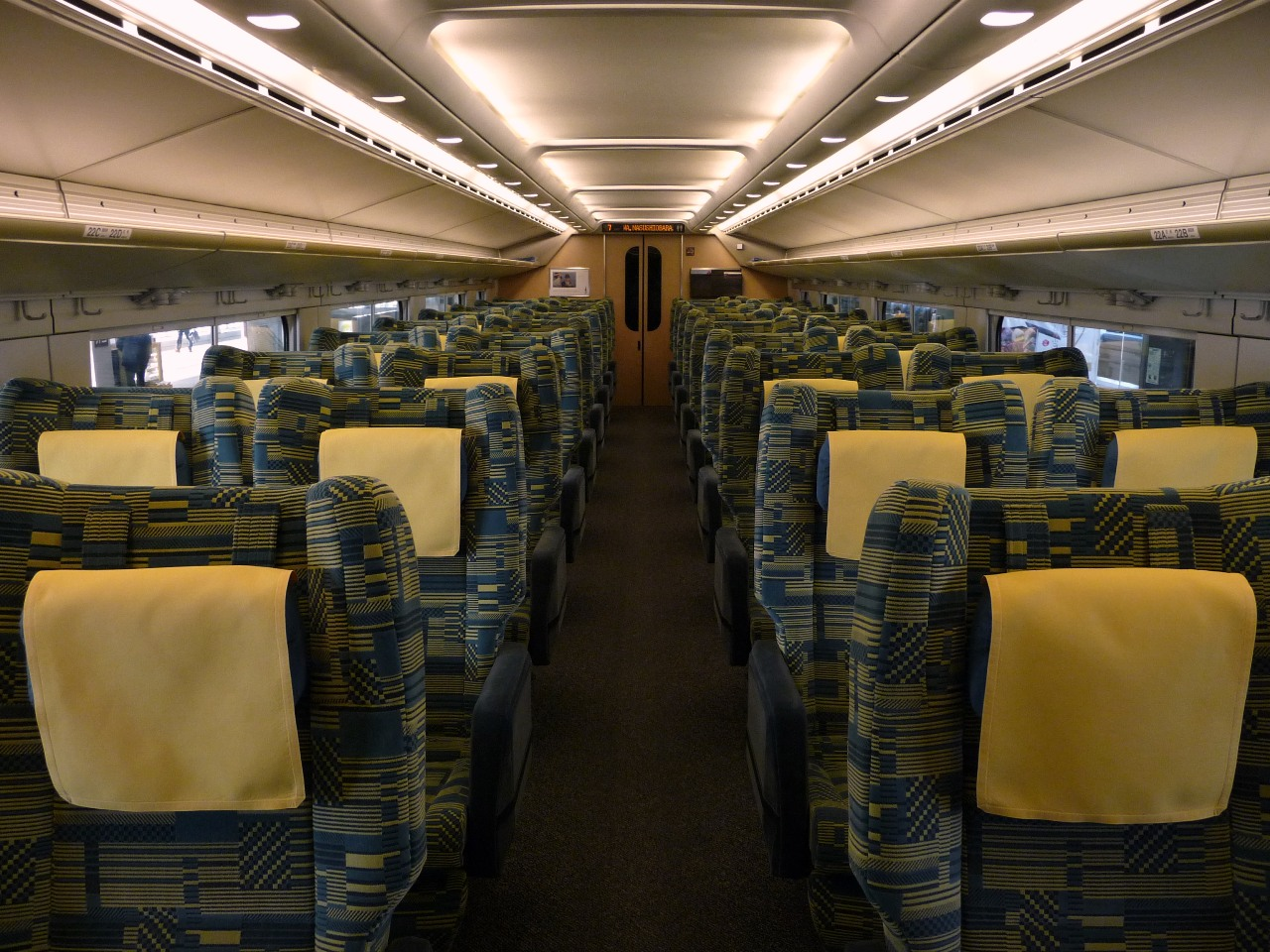
Intérieur classe verte (configuration 2+2 sièges)
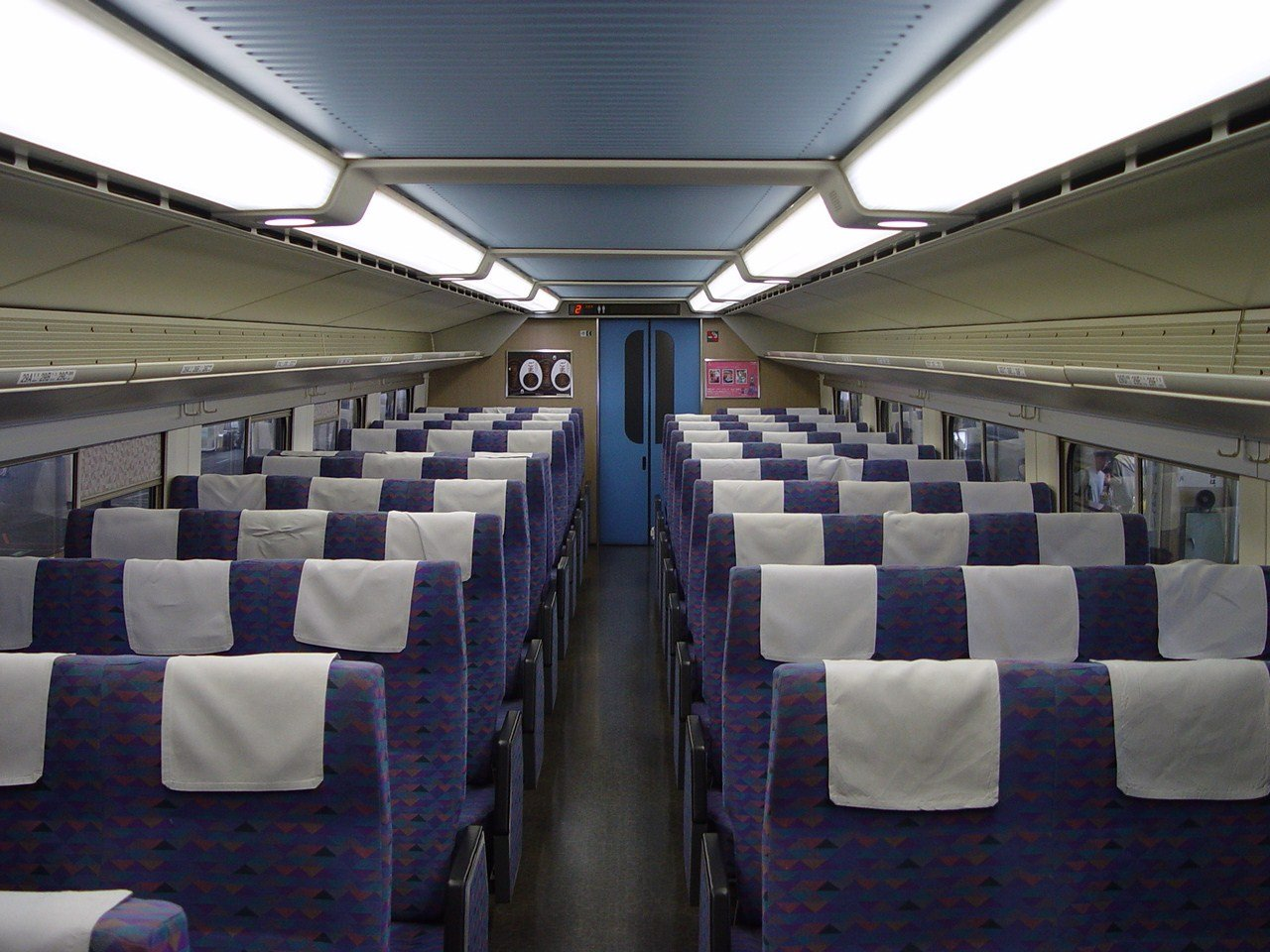
Intérieur de la classe standard (configuration 3+3 sièges)
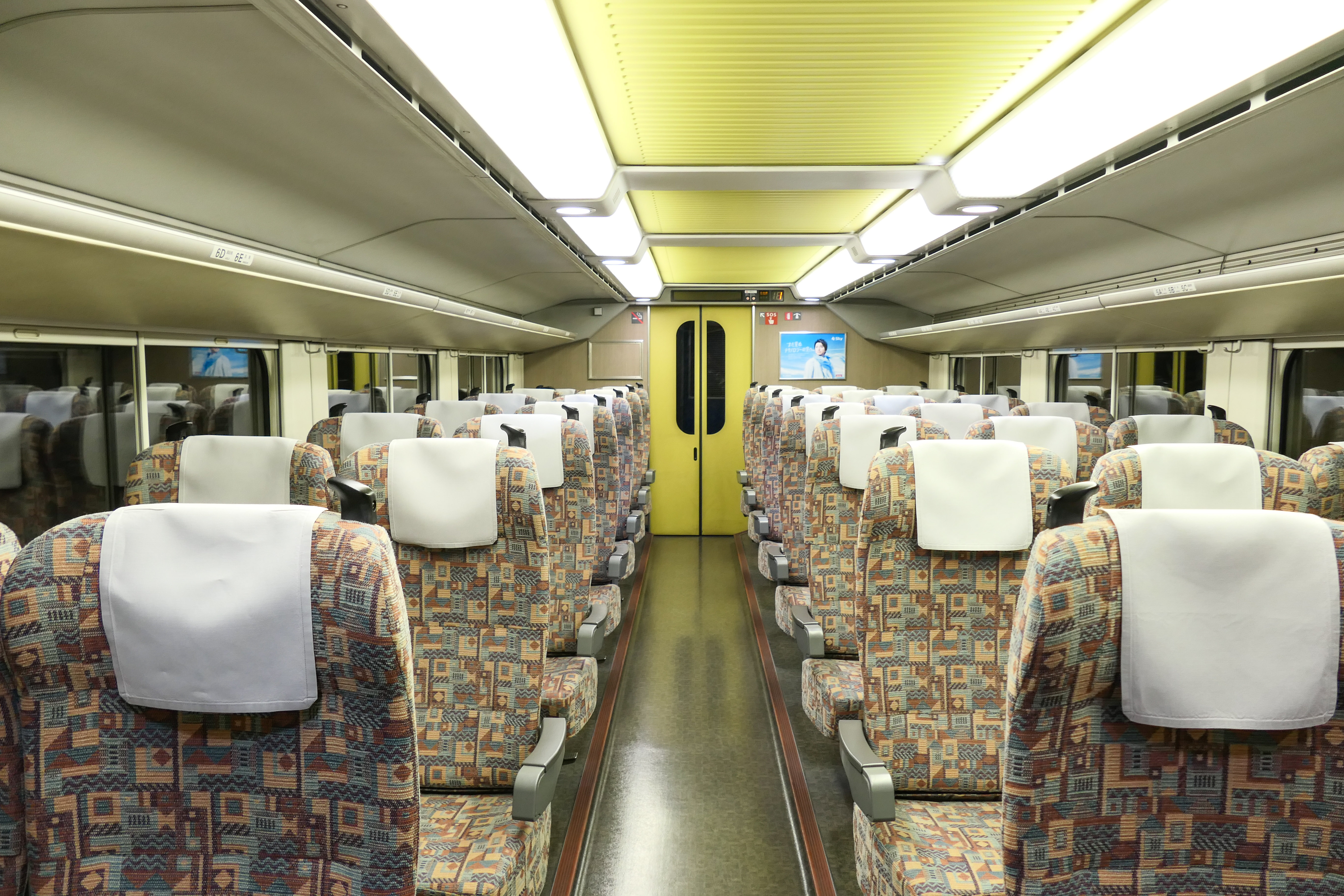
Intérieur de la classe standard (configuration 3+2 sièges)